# Ōgama

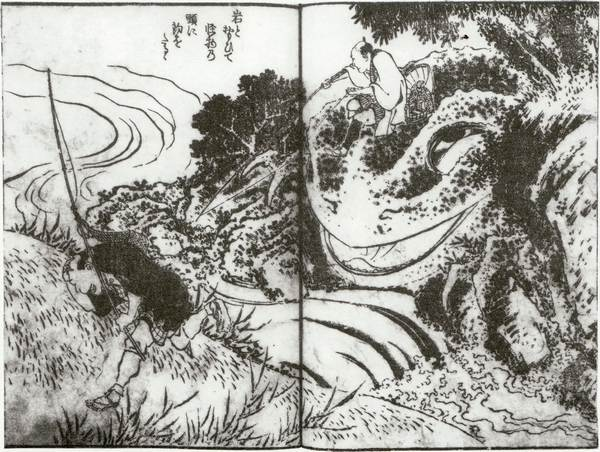
Ōgama aus Hokusais Hokuetsu kidan

Ōgama (大蝦蟇; „Riesenkröte“), auch Bakegama (化け蟇; „Krötenkobold“) genannt, ist der Name eines fiktiven Wesens aus der japanischen Folklore. Es wird zur Gruppe der Yōkai (妖怪; „Dämonen“) gezählt und gilt zumeist als heimtückisch.

## Beschreibung
Ōgama werden als gigantische Kröten mit einer vorgeblichen Körperlänge von bis zu drei Metern beschrieben. Sie sollen entstehen, wenn eine gewöhnliche Erdkröte ungewöhnlich alt (mehr als 100 Jahre) wird. Dann erlangt sie besondere Kräfte und kann vorgeblich die menschliche Sprache verstehen. Normalerweise soll die Ōgama sehr zurückgezogen in sumpfigen Bergregionen hausen, seltener in aufgegebenen und verwilderten Reisfeldern. Der Folklore nach tarnt sich die Ōgama gern als weicher Felsbrocken, Findling oder Sitzstein und wartet geduldig auf Wanderer oder Äffchen, die sich zum Verweilen hinsetzen wollen. Dann schnappt die Ōgama zu. Manche Ōgama sollen aber auch lernen können, eine anthropomorphe Gestalt anzunehmen. Dann können sie aufrecht gehen und sie bewaffnen sich mit Speeren, um Jagd auf Hirsche und Menschen zu machen. Außerdem soll die Ōgama  regenbogenfarbene Wolken ausatmen können, mit denen sie Beute wie Feinde verwirrt und blendet.

## Legenden
Eine beliebte und in Japan recht bekannte Legende stammt aus der Präfektur Miyagi und erzählt von einem mutigen und verwegenen Schützen, der einer Ōgama begegnete. Der Mann hatte von einem etwas abgelegenen „Spukhaus“ gehört, in dem eine unheimliche alte Frau in bestimmten Nächten draußen auf ihrer Veranda sitze und permanent kichere. Dabei streichele sie unentwegt eine gespenstisch glühende Laterne. Der Schütze beschließt, der Sache auf den Grund zu gehen, und so observiert er das Haus jede Nacht. Als er ihr eines Nachts plötzlich gegenübersteht, zieht sich ein krötenartiges Grinsen über ihr Gesicht und sie beginnt hysterisch zu lachen. Der Mann gerät in Panik und schießt auf die Alte. Es wird pechschwarz auf dem Grundstück und der Mann kann nur mit Mühe entkommen. Ein paar Nächte später begegnet er ihr erneut. Doch diesmal schießt der Mann nicht auf die Alte selbst, sondern auf die Laterne. Wieder wird es pechschwarz und der Mann muss fliehen. Am nächsten Morgen aber entdeckt er auf der Veranda den Leichnam einer gewaltigen Ōgama und der Spuk hat ein Ende.
Eine zweite Legende stammt aus der Provinz Echigo der Präfektur Niigata und erzählt von einem Reisenden namens Fujita, der sich auf einem beschwerlichen Fußmarsch in die Stadt befand. An dem Gebirgsbach Kawachidani begegnet er einem Angler und man kommt ins Gespräch. Fujita entdeckt nahe dem Bach einen großen und weich aussehenden Findling, auf dem er es sich bequem machen will. Als sie so plaudern, wird der Angler plötzlich kreideweiß, packt all seine Sachen und ruft: „Lauf schnell weg!“. Fujita springt von dem Felsen und eilt dem Angler nach. Auf die Frage, was denn so plötzlich los gewesen sei, antwortet der Angler: „Hast Du es denn nicht gesehen? Der Fels hat plötzlich geblinzelt und gegähnt!“ Als die Männer vorsichtig zum Bach zurückkehren, ist der Fels verschwunden. Nur ein seltsamer, fischiger Duft ist zurückgeblieben. Ohne es zu wissen, hatte Fujita sich auf eine Ōgama gesetzt und beide waren ihr ganz knapp entkommen.

## Hintergründe
Gestaltungsvorbild für diesen Yōkai waren die Japanische Erdkröte (Bufo japonicus) und die Chusan-Erdkröte (Bufo gargarizans). Erdkröten können in der Tat recht groß werden, besonders die Chusan-Erdkröte, die aus der Region des Yāo shān-Bergmassivs (chin. 妖山; „Teufelsberg“) in Ost-China stammt und in Japan nur auf den Ryūkyū-Inseln vorkommt. Ihre natürliche Eigenart, ihre Beute (die in der Natur aus Insekten, Würmern, jungen Fischen und kleinen Mäusen besteht) mit ihrer klebrigen Zunge blitzschnell zu fangen, lässt es bisweilen so aussehen, als würde die Beute regelrecht eingesaugt werden. Dies könnte in früheren Zeiten zu eben jenem Aberglauben geführt haben: nämlich, dass Riesenkröten ihre Opfer einsaugen können. Dichterische Freiheit und Sensationslust ließen die Tiere dann im Laufe der Zeit immer größer und „schrecklicher“ werden.
Erste Überlieferungen stammen bereits aus der Nara-Zeit und erscheinen unter anderem im Ehon hyaku-monogatari (絵本百物語; „Bilderbuch der 100 Grusel-Geschichten“) von Tōka Sanjin aus dem Jahr 1842 und im Hokuetsu kidan (北越奇談; „Seltsame Geschichten aus der Provinz“) von Katsushika Hokusai aus dem Jahr 1812.